# Skilanglauf-Weltcup 2005/06/Beitostølen
Die zweite Station des Winters machte der Skilanglauf-Weltcup 2005/06 im norwegischen Beitostølen am 19. und 20. November 2005. Dort fanden vier Rennen statt, je zwei pro Geschlecht, von denen die Norweger drei gewannen. Der vierte Sieg ging nach Deutschland.

## Vorfeld
Nach den Sprintweltcups von Düsseldorf, die Ende Oktober stattgefunden hatten, dauerte es vier Wochen, bis die nächsten Wettkämpfe, diesmal Distanzrennen, in Beitostølen ausgetragen wurden. Zum vierten Mal sollten im norwegischen Wintersportort Skilanglauf-Weltcuprennen ausgetragen werden; wie schon in den Vorjahren im November, kurz nach dem Beitosprint, dem traditionellen Saisonauftakt der Norweger. Doch noch zehn Tage vor den Wettbewerben am 19./20. November 2005 war die Organisation in Gefahr, da Schneemangel herrschte – auch der Beitosprint war abgesagt worden. Auch für die Herstellung von Kunstschnee war es zu warm. Als Ersatzorte waren bereits die nordschwedischen Gemeinden Gällivare sowie Kiruna im Gespräch. Am 10. November verkündete die FIS, dass die Rennen wie geplant stattfänden, die Strecke aber erst kurz vor dem Wettkampf zum Training freigegeben würde, sodass die meisten Teams – wie auch das deutsche – eine eher kurzfristige Anreise planten. Das 15-Kilometer-Einzelrennen in der klassischen Technik am Samstag wurde zudem auf fünf 3,2-Kilometer-Runden (also 16 Kilometer) verlängert, da die normalerweise dreimal gelaufene Strecke über fünf Kilometer nicht einsatzbereit war. Viele schwierige Anstiege fielen zudem weg, sodass die Strecke besonders Sprinter begünstigte.

## Programm
Sowohl am Samstag als auch am Sonntag begannen die Frauenrennen um 10:30 Uhr und die Männerrennen um 12:30 Uhr. Um 14 Uhr waren die Rennen jeweils beendet.
- 19. November, 10:30 Uhr: Erste Starterin aus der nationalen Gruppe Frauen, klassische Technik, Einzelstart (Intervall von 30 Sekunden), 10 km
- 19. November, 11:06 Uhr: Letzte Starterin (Distanzweltcupführende) Frauen, klassische Technik, Einzelstart (Intervall von 30 Sekunden), 10 km
- 19. November, 12:30 Uhr: Erster Starter aus der nationalen Gruppe Männer, klassische Technik, Einzelstart (Intervall von 30 Sekunden), 15 km
- 19. November, 13:11 Uhr: Letzter Starter (Distanzweltcupführender) Männer, klassische Technik, Einzelstart (Intervall von 30 Sekunden), 15 km
- 20. November, 10:30 Uhr: Staffelstart Frauen, klassische und freie Technik, Massenstart, 4 × 5 km
- 20. November, 12:30 Uhr: Staffelstart Männer, klassische und freie Technik, Massenstart, 4 × 10 km

## Rennverlauf

### Männer

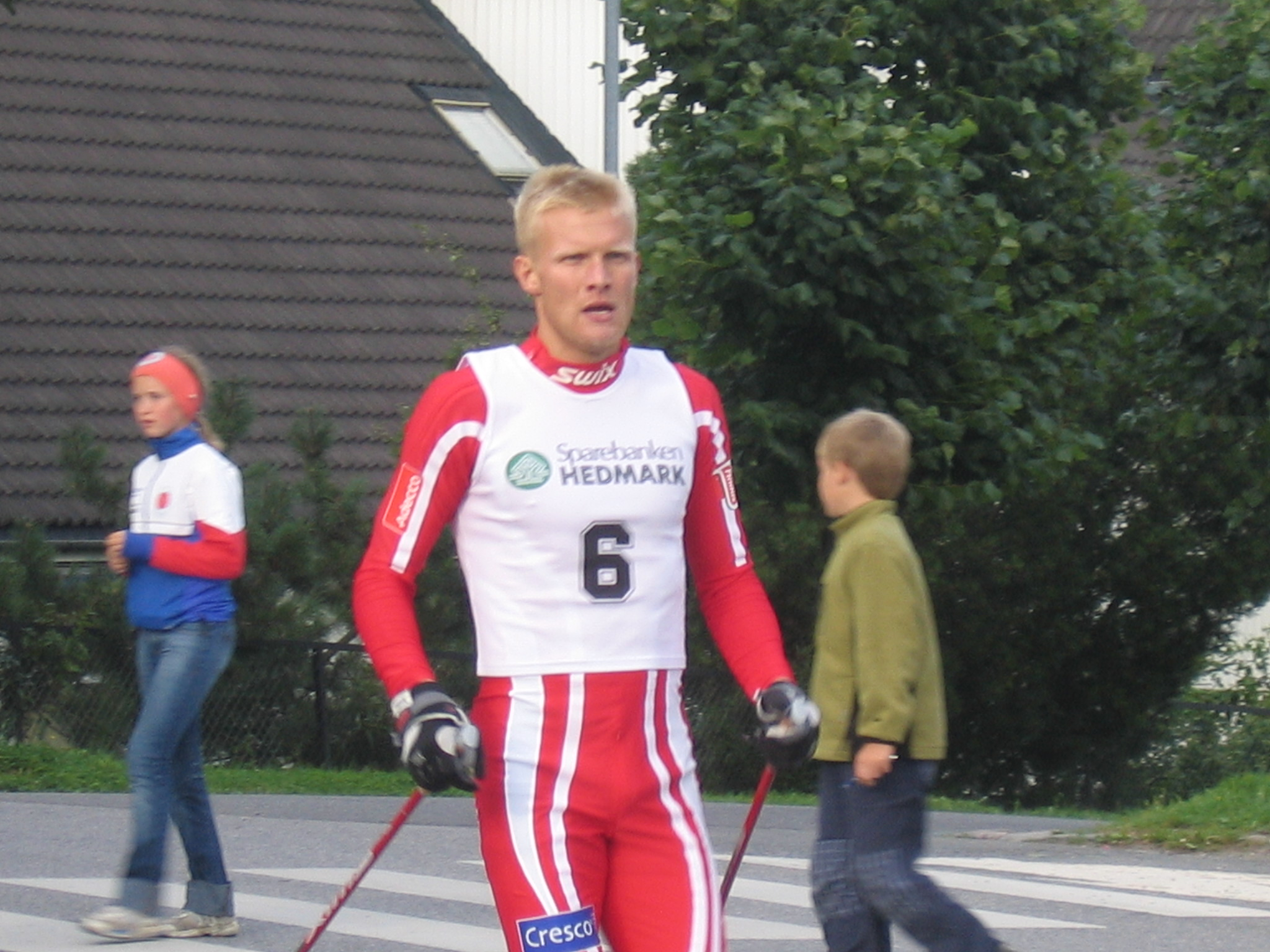
Tor Arne Hetland gewann sein erstes Distanzrennen in Beitostølen

Wie schon in Düsseldorf gab es auch in Beitostølen wenige prominente Ausfälle bei den Nominierungen für das Einzelrennen, stattdessen bestritt der Finne Jari Isometsä sein erstes Rennen nach einer Dopingsperre. In der nationalen Gruppe, die das norwegische Team stellte, starteten teilweise recht erfolgreiche Skilangläufer wie Staffelweltmeister Tore Ruud Hofstad oder die Sprinter Eldar Rønning und Tor Arne Hetland. Insgesamt waren beim Einzelrennen 82 Athleten am Start, die alle das Ziel erreichten.
Da die verkürzte Runde im 15-Kilometer-Klassikrennen weniger hügelig war, überraschten besonders die Sprinter mit guten Zeiten. Tor Arne Hetland, der mit der Startnummer 8 als einer der ersten Athleten gestartet war, lief schon nach einem Kilometer eine deutliche Bestzeit und hielt diese bis ins Ziel. Mit Jens Arne Svartedal folgte ein weiterer Norweger auf Rang zwei, Dritter wurde der Slowake Ivan Bátory. Dies war für Hetland der bisher einzige Sieg in einem Einzelrennen und überhaupt der erste in einem Distanzwettkampf.
Für Svartedal, der durch einen Unfall im Frühsommer Trainingsrückstand hatte, kam sein zweiter Rang unerwartet; Hetlands Sieg dagegen nicht, da er seinen Mannschaftskollegen als einen der besten Skilangläufer einschätzte. Der Sieger selbst hatte, so gab er in der Pressekonferenz nach dem Rennen an, zwar schon gehofft, mit einem guten Resultat das Gelbe Trikot zu übernehmen, den Sieg hatte er jedoch nicht erwartet. Auch Bátory, dessen letztes Podiumsergebnis schon vier Jahre zurücklag, war sehr zufrieden mit dem Rennen. Das Resultat führte er darauf zurück, dass er gute Skier gehabt habe und auf den letzten Runden gemeinsam mit dem Esten Jaak Mae gelaufen sei. Die Deutschen Axel Teichmann und Tobias Angerer verbesserten sich nach schwachem Start in der Spätphase des Rennens und kamen noch auf die Ränge acht und neun. Enttäuscht war dagegen der schlechteste Norweger, Tore Ruud Hofstad, der nur 73. geworden war. Für ihn sei die Strecke zu einfach gewesen, hinzu komme noch, dass er lieber in der Skating-Technik laufe. Trotz des schlechten Auftrittes wurde er für die favorisierte norwegische Staffel nominiert, die er sogar als Schlussläufer bestritt. Als einziger Schweizer in die Punkte schaffte es der Achtzehnte Reto Burgermeister, aus dem kleinen österreichischen Team gelang keinem ein Top-30-Resultat.
Für das Staffelrennen, das ebenfalls auf einer verkürzten und vereinfachten Runde stattfand, sahen die meisten Experten einen Triumph der norwegischen Mannschaft voraus, deren Mitglieder mit Ausnahme Tore Ruud Hofstads alle unter die besten fünf im Einzel gelaufen waren. Tatsächlich lagen die Favoriten unter den 18 Staffeln nach dem ersten Wechsel alle dicht beieinander; es führte Andreas Schlütter für Deutschland vor der finnischen Staffel mit Startläufer Sami Jauhojärvi, Norwegen lag auf Rang drei. Nach der zweiten Klassikrunde bildeten zwei norwegische und eine deutsche Staffel die Führungsgruppe, wiederum übergab Axel Teichmann in Führung liegend. Auf der dritten Runde schlossen Tschechien und Finnland wieder auf, sodass der Finne Teemu Kattilakoski sogar an der Spitze auf seinen Landsmann Olli Ohtonen wechselte. Die letzte Freistilrunde rückte das Feld noch enger zusammen, sodass bis kurz vor dem Ziel keine Vorentscheidung fiel. Erst auf dem letzten Anstieg attackierte der Franzose Vincent Vittoz, Tobias Angerer ging mit und eroberte schließlich die Führung für Deutschland. Durch den großen Vorsprung konnte er sich wenige Meter vor dem Ziel auch noch die deutsche Fahne nehmen. Hinter dem Überraschungssieger verlor Norwegen I im Sprint auch noch den zweiten Rang gegen die französische Staffel; die Schweizer wurden Neunter, das österreichische Team 16. Angerer gab selbst an, er sei „cool geblieben“ und habe „das Rennen nach dem Motto Augen zu und durch gewonnen“. Auch Bundestrainer Behle, eher unzufrieden mit dem Ergebnis des Einzelrennens, zeigte sich erfreut.
Nach Beitostølen übernahm Tor Arne Hetland mit 80 Punkten Vorsprung das gelbe Trikot, neben der Gesamtweltcupsführung ging er auch im Distanzweltcup an die Spitze. Da der Norweger jedoch als Ziel die olympische Goldmedaille im Sprint ausgegeben hatte, sahen einige Medien die Gefahr, dass Hetlands Ziele Olympia und Gesamtweltcup miteinander kollidierten. Der Norweger antwortete auf diese Frage, dass er beide Triumphe erreichen wolle, zumal er im Weltcup auch seine Form trainieren könne. Außer Hetland gelang es nur vier weiteren Athleten, beide bis dahin gelaufenen Rennen in den Punkten zu beenden, darunter auch Tobias Angerer. Im Nationencup setzte sich Norwegen an die Spitze, dahinter folgte Schweden, das in Beitostølen wenig erfolgreich blieb, und Deutschland.

### Frauen

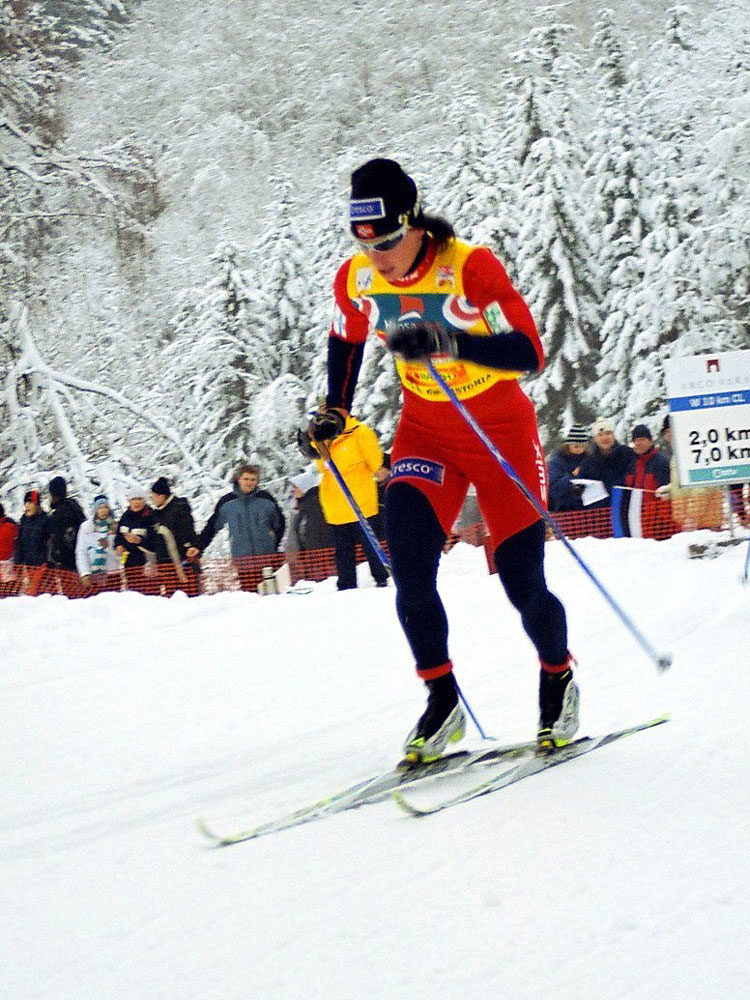
Erneut Doppelerfolg für die Norwegerin Marit Bjørgen, die auch das Gelbe Trikot behielt

Bei den Frauen verzichteten weiterhin die beiden besten Kanadierinnen, Beckie Scott und Sara Renner auf die Weltcuprennen, da sie im Nor-Am Cup starteten. Auch einige der Sprinterinnen, zum Beispiel Natalja Matwejewa aus Russland, gingen nicht an den Start und verloren so einige Ränge im Gesamtweltcup. Dagegen bestritten Distanzläuferinnen wie die Tschechin Kateřina Neumannová oder die Estin Kristina Šmigun ihre ersten Saisonrennen, nachdem sie nicht an den Düsseldorf-Sprints teilgenommen hatten. Auch für die russische Weltklasseläuferin Julia Tschepalowa bedeuteten die Beitostølen-Distanzrennen den Saisonauftakt; sie hatte sich sogar zunächst intern im russischen Team durchsetzen müssen. Wie bei allen Wettkämpfen durften die Norweger als Ausrichter eine zusätzliche zehnköpfige nationale Gruppe ins Rennen schicken, sodass sie mit 18 Athletinnen genau ein Viertel des Feldes stellten. Im finnischen Team setzte sich Riikka Sarasoja intern gegen Kaisa Varis durch, diese Nation stellte wie auch Schweden und Deutschland insgesamt fünf Läuferinnen.
Aus der nationalen Gruppe überzeugte keine Athletin, doch schon mit der Startnummer 15 legte Olga Rotschewa die erste deutliche Bestmarke hin. Von den folgenden Athletinnen kamen die Schwedin Anna Dahlberg und Ella Gjømle aus Norwegen mit 20 Sekunden Rückstand zumindest in Nähe der Bestzeit; während sich Dahlberg so im Gesamtweltcup weiter vorne hielt, schaffte Gjømle mit Platz 17 ihr bis dahin bestes Distanzergebnis. Der an Position 46 gestartete Landsfrau Dahlbergs, Lina Andersson, gelang es um gute vier Sekunden, Rotschewa von der Spitze zu verdrängen. Elf Läuferinnen nach Andersson kam die Finnin Aino-Kaisa Saarinen, Zweite von Düsseldorf, ins Ziel und verdrängte die Schwedin um acht Sekunden. Mit der Startnummer 61 ins Rennen gegangen verpasste Evi Sachenbacher-Stehle ebenfalls knapp die Bestzeit, sie sorgte jedoch als Siebte für das stärkste Resultat in der deutschen Mannschaft. In rascher Folge kamen weitere Top-Läuferinnen ins Ziel, von denen zunächst Virpi Kuitunen vor Natalja Baranowa und der 40-jährigen Norwegerin Hilde G. Pedersen die Spitze übernahm. Im Gegensatz zu Pedersen konnte ihre Teamkollegin Kristin Steira nicht überzeugen und landete als 59. abgeschlagen außerhalb der Punkteränge. Auch Gabriella Paruzzi verpasste als 31. einen Weltcuppunkt knapp; Claudia Künzel, Gesamtweltcupfünfte des Vorjahres, schaffte dieses Ziel als 25. Julia Tschepalowa, Kristina Šmigun sowie Kateřina Neumannová sorgten alle für gute Ergebnisse, verdrängten Kuitunen jedoch nicht von der Spitze. Die einzige Läuferin, der dies gelang, war erneut Marit Bjørgen, die dominierte und sogar die eine halbe beziehungsweise sogar eine ganze Minute vor ihr gestarteten Läuferinnen Neumannová und Šmigun überholte. Im Ziel unterbot Bjørgen Kuitunens Bestzeit um mehr als 20 Sekunden. Die Siegerin, die in den Medien bereits als „unschlagbar“ tituliert wurde, meinte, die anderen Athletinnen würden in der Saison noch stärker werden und sie herausfordern. Welche Sportlerinnen dazu in der Lage wären, wisse sie jedoch noch nicht. Als weiteres Saisonziel gab sie aus, in dem Winter noch ein Skating-Rennen zu gewinnen.
Wie die Männerstaffel war auch die norwegische Frauenstaffel klar favorisiert. Das Rennen blieb jedoch lange offen; beim ersten Wechsel übergab die norwegische Startläuferin Ella Gjømle sogar als Siebte und somit Letzte der Führungsgruppe mit einem kleinen Rückstand von sechs Sekunden. Dennoch wurde ihr vom norwegischen Nationaltrainer Svein Tore Samdal ein gutes Rennen bescheinigt. In Führung liegend übergab Lina Andersson für Schweden an ihre Landsfrau Elin Ek. Auch auf der zweiten Klassikrunde tat sich in der Führungsgruppe wenig, sodass nach 2 × 5 Kilometern immer noch sieben Teams innerhalb von zehn Sekunden an der Spitze lagen. Erneut Letzte dieser Mannschaften war Norwegen, das durch Vibeke Skofterud einige Sekunden verlor. Obwohl sich damit das Szenario vom Vortag wiederholte, meinte Skofterud, dass sie in guter Form sei und bald noch stärker werde. Die zwischenzeitliche Führung hatte nun die Staffel Russland II übernommen; auch die zweite russische Staffel – neben Norwegen war Russland das einzige Land mit zwei Teams – lag auf Rang zwei sehr gut im Rennen. Neben den Topnationen befand sich auch die Schweiz in der ersten Gruppe, Seraina Mischol sowie Laurence Rochat hatten für die Freistil-Läuferinnen eine gute Ausgangsposition geschaffen. Da der Vorsprung auf den achten Rang auch schon mehr als 50 Sekunden betrug, hoffte die Staffel auf die Olympia-Qualifikation, die mit einem siebten Rang geschafft worden wäre. Auf der dritten Runde fiel die Schweiz allerdings wie auch Schweden und Russland I aus der Spitzengruppe zurück, sodass vorne nur noch vier Mannschaften um die Podestplätze liefen. Zudem hatte Hilde G. Pedersen für Norwegen erstmals die Führung übernommen; die stärkste Runde lief jedoch Kateřina Neumannová für Tschechien, die ihre Mannschaft in die Top Ten brachte. Auf den letzten fünf Kilometern legte Marit Bjørgen die deutlich schnellste Runde hin, setzte sich von ihren Verfolgerinnen ab und konnte den Sieg feiern. Am letzten Anstieg attackierte auch Evi Sachenbacher-Stehle gezielt und löste sich tatsächlich von Finnland und Russland, sodass sie auf dem zweiten Rang einkam. Für die finnische Staffel etwas enttäuschend kam der dritte Rang, doch Cheftrainer Ismo Hämäläinen lobte auch Marit Bjørgen für ihre Leistung. Im Fotofinish gegen Finnland verpasste die zweite russische Staffel das Podium, dennoch überraschte es, dass sich Russland II einen Rang vor Russland I platzierte. Die Schlussläuferin der eigentlich höher eingeschätzten Staffel, Julia Tschepalowa, war zwar noch eine schnelle Runde gelaufen, es reichte aber nicht mehr, um den Anschluss an die Führungsgruppe wiederherzustellen. Fast eine Minute hinter Russland I kamen Schweden und Italien ins Ziel, dann folgten Tschechien, Kasachstan und die zweite norwegische Staffel. Als Elfter verpasste die Schweiz um zehn Sekunden die vorzeitige Qualifikation für die Olympischen Spiele, doch Seraina Mischol hoffte darauf, dass ihnen dieses Ziel später gelinge.
Mit ihrem Sieg setzte sich Marit Bjørgen nun auch im Distanzweltcup an die Spitze, sodass sie nun in allen drei Wertungen führte. Im Gesamtweltcup punktgleich auf dem zweiten Rang liegend waren die beiden Finninnen Kuitunen und Saarinen, dahinter folgte Hilde G. Pedersen und Anna Dahlberg. Jede dieser fünf Athletinnen hatte in beiden bis dahin gelaufenen Einzelrennen gepunktet. Im Nationencup behielt Norwegen klar die Führung, da es alle vier Frauenwettkämpfe gewonnen hatte. Auf den vorderen Rängen tat sich dort wenig, nur Russland und Deutschland tauschten die Plätze, nun war Russland erster Verfolger der beiden führenden Nationen Norwegen und Finnland.

## Ergebnisse
Es werden jeweils die besten 15 Athleten im Klassikrennen und die besten zehn Staffeln aufgeführt.

### Klassikeinzel
| Männer (15 Kilometer) |                      |             |
| Platz                 | Name                 | Zeit        |
| 1                     | Tor Arne Hetland     | 40:50,0 min |
| 2                     | Jens Arne Svartedal  | + 17,2 s    |
| 3                     | Ivan Bátory          | + 24,8 s    |
| 4                     | Sami Jauhojärvi      | + 28,8 s    |
| 5                     | Janusz Krężelok      | + 31,9 s    |
| 5                     | Eldar Rønning        | + 31,9 s    |
| 7                     | Geir Ludvig Aasen    | + 41,0 s    |
| 8                     | Axel Teichmann       | + 43,6 s    |
| 9                     | Tobias Angerer       | + 49,8 s    |
| 10                    | Christophe Perrillat | + 50,1 s    |
| 11                    | Mathias Fredriksson  | + 52,0 s    |
| 12                    | Tord Asle Gjerdalen  | + 53,1 s    |
| 12                    | Andrus Veerpalu      | + 53,1 s    |
| 14                    | Frode Estil          | + 54,1 s    |
| 15                    | Wassili Rotschew     | + 56,6 s    |

| Frauen (10 Kilometer) |                         |              |
| Platz                 | Name                    | Zeit         |
| 1                     | Marit Bjørgen           | 26:14,7 min  |
| 2                     | Virpi Kuitunen          | + 21,0 s     |
| 3                     | Natalja Baranowa        | + 28,3 s     |
| 4                     | Hilde G. Pedersen       | + 30,5 s     |
| 5                     | Kateřina Neumannová     | + 33,7 s     |
| 6                     | Aino-Kaisa Saarinen     | + 46,8 s     |
| 7                     | Evi Sachenbacher-Stehle | + 54,4 s     |
| 8                     | Julia Tschepalowa       | + 54,7 s     |
| 9                     | Lina Andersson          | + 54,8 s     |
| 10                    | Olga Rotschewa          | + 59,0 s     |
| 11                    | Kristina Šmigun         | + 1:01,6 min |
| 12                    | Petra Majdič            | + 1:02,1 min |
| 13                    | Larissa Kurkina         | + 1:03,2 min |
| 14                    | Vibeke Skofterud        | + 1:04,9 min |
| 15                    | Riitta-Liisa Lassila    | + 1:12,1 min |

### Staffel
| Männer (4 × 10 Kilometer) |                                                                                     |             |
| Platz                     | Name                                                                                | Zeit        |
| 1                         | Deutschland Andreas Schlütter Axel Teichmann Jens Filbrich Tobias Angerer           | 1:31:37,5 h |
| 2                         | Frankreich Alexandre Rousselet Christophe Perrillat Emmanuel Jonnier Vincent Vittoz | + 4,3 s     |
| 3                         | Norwegen I Eldar Rønning Jens Arne Svartedal Tor Arne Hetland Tore Ruud Hofstad     | + 4,7 s     |
| 4                         | Russland Maxim Bulgakow Wassili Rotschew Alexander Legkow Jewgeni Dementjew         | + 5,6 s     |
| 5                         | Norwegen II Odd-Bjørn Hjelmeset Frode Estil Kristen Skjeldal Geir Ludvig Aasen      | + 7,0 s     |
| 6                         | Italien I Fulvio Valbusa Giorgio Di Centa Pietro Piller Cottrer Cristian Zorzi      | + 7,8 s     |
| 7                         | Tschechien Martin Koukal Lukáš Bauer Jiří Magál Dušan Kožíšek                       | + 8,2 s     |
| 8                         | Schweden Mats Larsson Jörgen Brink Anders Södergren Johan Olsson                    | + 17,8 s    |
| 9                         | Schweiz Reto Burgermeister Christian Stiebler Gion Andrea Bundi Remo Fischer        | + 18,7 s    |
| 10                        | Finnland Sami Jauhojärvi Jari Isometsä Teemu Kattilakoski Olli Ohtonen              | + 21,3 s    |

| Frauen (4 × 5 Kilometer) |                                                                                          |              |
| Platz                    | Name                                                                                     | Zeit         |
| 1                        | Norwegen I Ella Gjømle Vibeke Skofterud Hilde G. Pedersen Marit Bjørgen                  | 54:28,2 min  |
| 2                        | Deutschland Manuela Henkel Stefanie Böhler Claudia Künzel Evi Sachenbacher-Stehle        | + 9,2 s      |
| 3                        | Finnland Aino-Kaisa Saarinen Kirsi Välimaa Riitta-Liisa Lassila Virpi Kuitunen           | + 14,2 s     |
| 4                        | Russland II Anastassija Kasakul Jewgenija Medwedewa Olga Roschewa Irina Artemowa         | + 14,3 s     |
| 5                        | Russland I Larissa Kurkina Natalja Baranowa Olga Rotschewa Julia Tschepalowa             | + 37,4 s     |
| 6                        | Schweden Lina Andersson Elin Ek Kina Swidén Anna Dahlberg                                | + 1:36,3 min |
| 7                        | Italien Gabriella Paruzzi Antonella Confortola Sabina Valbusa Arianna Follis             | + 1:49,7 min |
| 8                        | Tschechien Helena Balatková Erbenová Kamila Rajdlová Kateřina Neumannová Ivana Janečková | + 1:52,1 min |
| 9                        | Kasachstan Oxana Jatskaja Jelena Antonowa Jelena Kolomina Swetlana Malachowa-Schischkina | + 1:53,3 min |
| 10                       | Norwegen II Kine Beate Bjørnås Ine Wigernæs Kristin Steira Kristin Mürer Stemland        | + 1:58,6 min |

## Gesamtwertungen
In diesen Tabellen werden die Gesamtwertungen nach der zweiten Weltcupstation gezeigt. Es werden jeweils die zehn besten Athleten in Distanz- und Sprintweltcup sowie die zwanzig besten im Gesamtweltcup gezeigt. In der Spalte Veränderung wird die Tendenz angezeigt, ob sich der Athlet im Gegensatz zum Weltcupstand nach der letzten Station um Ränge verbessert oder verschlechtert hat. Beim ersten Distanzweltcup wird als Vergleich der Wertungsstand des Vorjahres herangezogen.
Bei gleicher Punktzahl schreiben die FIS-Regeln vor, dass der Athlet im Gesamtklassement besser platziert ist, der das bessere Topresultat erreicht hat. So steht zum Beispiel Roddy Darragon, dessen bestes Ergebnis ein sechster Rang war, bei gleicher Punktzahl einen Rang höher als Wassili Rotschew, der sich in seinem bis dahin besten Rennen auf Rang elf klassierte.

### Männer
| Rang | Name                | Punkte | Siege | Verän- derung |
| ---- | ------------------- | ------ | ----- | ------------- |
| 1    | Tor Arne Hetland    | 180    | 1     |               |
| 2    | Peter Larsson       | 100    | 1     |               |
| 3    | Jens Arne Svartedal | 80     |       |               |
| 4    | Eldar Rønning       | 63     |       |               |
| 5    | Thobias Fredriksson | 60     |       |               |
|      | Ivan Bátory         | 60     |       |               |
| 7    | Fredrik Östberg     | 50     |       |               |
|      | Sami Jauhojärvi     | 50     |       |               |
| 9    | Janusz Krężelok     | 45     |       |               |
|      | Björn Lind          | 45     |       |               |

| Rang | Name                 | Punkte | Siege | Verän- derung |
| ---- | -------------------- | ------ | ----- | ------------- |
| 11   | Roddy Darragon       | 40     |       |               |
| 12   | Wassili Rotschew     | 40     |       |               |
| 13   | Harald Wurm          | 36     |       |               |
|      | Geir Ludvig Aasen    | 36     |       |               |
| 15   | Tobias Angerer       | 36     |       |               |
| 16   | Axel Teichmann       | 32     |       |               |
|      | Mikael Östberg       | 32     |       |               |
| 18   | Børre Næss           | 29     |       |               |
| 19   | Jörgen Brink         | 26     |       |               |
|      | Christophe Perrillat | 26     |       |               |

| Rang | Name                 | Punkte | Siege | Verän- derung |
| ---- | -------------------- | ------ | ----- | ------------- |
| 1    | Tor Arne Hetland     | 100    | 1     |               |
| 2    | Jens Arne Svartedal  | 80     |       |               |
| 3    | Ivan Bátory          | 60     |       |               |
| 4    | Sami Jauhojärvi      | 50     |       |               |
| 5    | Janusz Krężelok      | 45     |       |               |
|      | Eldar Rønning        | 45     |       |               |
| 7    | Geir Ludvig Aasen    | 36     |       |               |
| 8    | Axel Teichmann       | 32     |       |               |
| 9    | Tobias Angerer       | 29     |       |               |
| 10   | Christophe Perrillat | 26     |       |               |

| Rang | Name                | Punkte | Siege | Verän- derung |
| ---- | ------------------- | ------ | ----- | ------------- |
| 1    | Peter Larsson       | 100    | 1     |               |
| 2    | Tor Arne Hetland    | 80     |       |               |
| 3    | Thobias Fredriksson | 60     |       |               |
| 4    | Fredrik Östberg     | 50     |       |               |
| 5    | Björn Lind          | 45     |       |               |
| 6    | Roddy Darragon      | 40     |       |               |
| 7    | Harald Wurm         | 36     |       |               |
| 8    | Mikael Östberg      | 32     |       |               |
| 9    | Børre Næss          | 29     |       |               |
| 10   | Jörgen Brink        | 26     |       |               |

### Frauen
| Rang | Name                    | Punkte | Siege | Verän- derung |
| ---- | ----------------------- | ------ | ----- | ------------- |
| 1    | Marit Bjørgen           | 200    | 2     |               |
| 2    | Virpi Kuitunen          | 120    |       |               |
|      | Aino-Kaisa Saarinen     | 120    |       |               |
| 4    | Hilde G. Pedersen       | 70     |       |               |
| 5    | Anna Dahlberg           | 63     |       |               |
| 6    | Natalja Baranowa        | 60     |       |               |
|      | Natalja Matwejewa       | 60     |       |               |
| 8    | Lina Andersson          | 55     |       |               |
| 9    | Claudia Künzel          | 50     |       |               |
| 10   | Evi Sachenbacher-Stehle | 47     |       |               |

| Rang | Name                  | Punkte | Siege | Verän- derung |
| ---- | --------------------- | ------ | ----- | ------------- |
| 11   | Kateřina Neumannová   | 45     |       |               |
| 12   | Petra Majdič          | 37     |       |               |
| 13   | Arianna Follis        | 36     |       |               |
| 14   | Mona-Liisa Malvalehto | 32     |       |               |
|      | Julia Tschepalowa     | 32     |       |               |
| 16   | Guro Strøm Solli      | 29     |       |               |
| 17   | Olga Rotschewa        | 26     |       |               |
| 18   | Riikka Sarasoja       | 24     |       |               |
|      | Kristina Šmigun       | 24     |       |               |
| 20   | Riitta-Liisa Lassila  | 24     |       |               |

| Rang | Name                    | Punkte | Siege | Verän- derung |
| ---- | ----------------------- | ------ | ----- | ------------- |
| 1    | Marit Bjørgen           | 100    | 1     |               |
| 2    | Virpi Kuitunen          | 80     |       |               |
| 3    | Natalja Baranowa        | 60     |       |               |
| 4    | Hilde G. Pedersen       | 50     |       |               |
| 5    | Kateřina Neumannová     | 45     |       |               |
| 6    | Aino-Kaisa Saarinen     | 40     |       |               |
| 7    | Evi Sachenbacher-Stehle | 36     |       |               |
| 8    | Julia Tschepalowa       | 32     |       |               |
| 9    | Lina Andersson          | 29     |       |               |
| 10   | Olga Rotschewa          | 26     |       |               |

| Rang | Name                  | Punkte | Siege | Verän- derung |
| ---- | --------------------- | ------ | ----- | ------------- |
| 1    | Marit Bjørgen         | 100    | 1     |               |
| 2    | Aino-Kaisa Saarinen   | 80     |       |               |
| 3    | Natalja Matwejewa     | 60     |       |               |
| 4    | Anna Dahlberg         | 50     |       |               |
| 5    | Claudia Künzel        | 45     |       |               |
| 6    | Virpi Kuitunen        | 40     |       |               |
| 7    | Arianna Follis        | 36     |       |               |
| 8    | Mona-Liisa Malvalehto | 32     |       |               |
| 9    | Guro Strøm Solli      | 29     |       |               |
| 10   | Lina Andersson        | 26     |       |               |

### Nationencup
| Rang | Name        | Punkte | Siege | Verän- derung |
| ---- | ----------- | ------ | ----- | ------------- |
| 1    | Norwegen    | 1498   | 6     |               |
| 2    | Schweden    | 806    | 1     |               |
| 3    | Deutschland | 742    | 1     |               |
| 4    | Finnland    | 655    |       |               |
| 5    | Russland    | 589    |       |               |

| Rang | Name       | Punkte | Siege | Verän- derung |
| ---- | ---------- | ------ | ----- | ------------- |
| 6    | Italien    | 398    |       |               |
| 7    | Frankreich | 393    |       |               |
| 8    | Schweiz    | 237    |       |               |
| 9    | Tschechien | 236    |       |               |
| 10   | Estland    | 213    |       |               |

| Rang | Nation      | Punkte | Siege | Verän- derung |
| ---- | ----------- | ------ | ----- | ------------- |
| 1    | Norwegen    | 782    | 2     |               |
| 2    | Schweden    | 529    | 1     |               |
| 3    | Deutschland | 375    | 1     |               |
| 4    | Frankreich  | 260    |       |               |
| 5    | Russland    | 218    |       |               |
| 6    | Italien     | 207    |       |               |
| 7    | Finnland    | 137    |       |               |
|      | Estland     | 137    |       |               |
| 9    | Österreich  | 127    |       |               |
| 10   | Tschechien  | 119    |       |               |

| Rang | Name        | Punkte | Siege | Verän- derung |
| ---- | ----------- | ------ | ----- | ------------- |
| 1    | Norwegen    | 716    | 4     |               |
| 2    | Finnland    | 518    |       |               |
| 3    | Russland    | 371    |       |               |
| 4    | Deutschland | 367    |       |               |
| 5    | Schweden    | 277    |       |               |
| 6    | Italien     | 191    |       |               |
| 7    | Schweiz     | 136    |       |               |
| 8    | Frankreich  | 133    |       |               |
| 9    | Tschechien  | 117    |       |               |
| 10   | Japan       | 98     |       |               |